# 国際無神論連盟
国際無神論連盟(こくさいむしんろんれんめい、英語：Atheist Alliance International、スペイン語：Alianza Atea Internacional)とは、無神論と世俗主義の推進を目的とする非営利団体である。

## 概要
アメリカ合衆国の国内無神論団体として1991年に設立された。のちにアメリカ合衆国国内団体は「アメリカ無神論連盟(Atheist Alliance of America)」として分離され、この団体は国際組織へと改組された。現在ではアメリカ合衆国国外の会員も理事を務めている。
組織の活動目標は合理性および証拠に基づく世俗的世界の実現であり、そのために無神論者相互の交流と成長を促進する運動を行っている。
具体的には下記の内容である。
- 世界各地での無神論者による会合、大会、会議の開催
- 発展途上国における無神論者グループの活動支援
- 無神論者に対する弾圧や差別への反対運動
- 無神論者によるロビー活動

### 国際無神論連盟大会
| 回 | 国             | 開催地         |
| -- | -------------- | -------------- |
| 1  | オーストラリア | メルボルン     |
| 2  | カナダ         | モントリオール |
| 3  | デンマーク     | コペンハーゲン |
| 4  | メキシコ       | メキシコシティ |
| 5  | アイルランド   | ダブリン       |
| 6  | カナダ         | カムループス   |
| 7  | ガンビア       |                |
| 8  | ケニア         |                |
| 9  | フィリピン     | マニラ         |
| 10 | ドイツ         | ケルン         |